# رام جانمابومی
رام جانمابومی (ت.ت. 'زادگاه راما') جاییست است که گمان می‌رود زادگاه راما (هفتمین اوتار خدای هندو ویشنو) است. رامایانا بیان می‌کند که محل تولد راما، در کرانه رودخانه سارایو در شهری به نام «ایودیا» است. ایودیا امروزی در ایالت اوتار پرادش در شمال هند است.
برخی هندوها ادعا می‌کنند که محل دقیق زادگاه راما جاییست که زمانی، مسجد بابری در ایودیای امروزی قرار داشت. بر اساس این نظریه، گورکانیان زیارتگاه هندوها را که آن نقطه را مشخص می‌کرد، ویران کردند و به جای آن مسجدی ساختند. افراد مخالف این نظریه اظهار می‌کنند که چنین ادعاهایی فقط در سده هجدهم مطرح شد و هیچ مدرکی دال بر اینکه این نقطه زادگاه راما است، وجود ندارد. چندین مکان دیگر، از جمله جاهایی در سایر نقاط هند، افغانستان و نپال، به عنوان زادگاه راما پیشنهاد شده‌است. بگومگوی سیاسی، تاریخی و اجتماعی‌مذهبی بر سر تاریخ و مکان مسجد بابری و اینکه آیا معبد قبلی برای ایجاد آن تخریب شده یا اصلاح شده‌است، به عنوان مناقشه آیودیا شناخته می‌شود.
در سال ۱۹۹۲، تخریب مسجد بابری توسط ملی‌گرایان هندو باعث خشونت گسترده میان هندوها و مسلمانان شد. اختلاف حقوقی بر سر این ملک به دیوان عالی هند رسید که پروندهٔ اختلاف مالکیت را از اوت تا اکتبر ۲۰۱۹ رسیدگی کرد. در ۹ نوامبر ۲۰۱۹، دیوان عالی دستور داد این زمین به یک تراست برای ساخت یک معبد هندو واگذار شود.